# Lanassa (filha de Agátocles)
Lanassa foi uma filha do tirano Agátocles de Siracusa, esposa de Pirro do Epiro e mãe de Alexandre II de Epiro.

## Casamento com Pirro
Pirro, rei do Epiro, teve várias esposas, uma delas foi Lanassa, filha do tirano siciliano Agátocles.
Pirro recebeu de dote, pelo casamento com Lanassa, Córcira, que havia sido recentemente capturada por Agátocles.
Agátocles aproveitou o casamento de Lanassa em uma jogada estratégica: querendo tomar Crotona, então governada pelo tirano Menedemo, seu amigo, Agátocles avisou que estava indo para a Itália escoltar sua filha Lanassa para o casamento real no Epiro; com isso, Crotona foi pega de surpresa e ele cercou a cidade, que se rendeu, mas Agátocles matou todos os homens e pilhou as casas.

## Separação de Pirro
Quando Pirro estava disputando a Macedônia com Demétrio Poliórcetes, Lanassa, culpando Pirro por ser mais devotado às suas mulheres bárbaras do que a ela, retirou-se para Córcira, e convidou Demétrio, que se casou com ela e colocou uma guarnição na cidade.
Na guerra para tomar Córcira, Pirro teve ajuda dos tarentinos, e quando estes estiveram em guerra contra os romana, chamaram Pirro para ajudá-los.
Por ser Pirro casado com Lanassa, e ter um filho, Alexandre, com ela, os siracusanos chamaram Pirro para ajudá-los, quando eles estavam sendo sitiados pelos cartagineses e dois anos e quatro meses depois que Pirro havia desembarcado na Itália.

## Descendentes
Alexandre II de Epiro, filho de Pirro e Lanassa, casou-se sua irmã, Olímpia II de Epiro, teve dois filhos, Pirro e Ptolemeu e uma filha, Fítia. Nereida, filha de seu neto Pirro, casou-se com Gelão II, e foi a mãe de Jerônimo de Siracusa. Outra filha de seu neto Pirro, Laodâmia, foi assassinada no Epiro; após sua morte, o Epiro tornou-se uma anarquia.